# Смолярня (Опольське воєводство)
Смолярня (пол. Smolarnia) — село в Польщі, у гміні Стшелечки Крапковицького повіту Опольського воєводства.
Населення — 316 осіб (2011).
У 1975-1998 роках село належало до Опольського воєводства.

## Демографія
Демографічна структура станом на 31 березня 2011 року:
|          | Загалом | Допрацездатний вік | Працездатний вік | Постпрацездатний вік |
| -------- | ------- | ------------------ | ---------------- | -------------------- |
| Чоловіки | 161     | 28                 | 111              | 22                   |
| Жінки    | 155     | 26                 | 95               | 34                   |
| Разом    | 316     | 54                 | 206              | 56                   |